# Personer i Sverige födda i Tyskland
Till personer i Sverige födda i Tyskland räknas personer som är folkbokförda i Sverige och som har sitt ursprung i Tyskland. Enligt Statistiska centralbyrån fanns det 2017 i Sverige sammanlagt cirka 50 900 personer födda i Tyskland. 2019 bodde det i Sverige sammanlagt 116 427 personer som antingen själva var födda i Tyskland eller hade minst en förälder som var det. Tyskar har i Sverige historiskt varit verksamma inom flera näringar och därigenom bidragit till ett ökat välstånd under flera sekler. Tyskar i Sverige och deras betydelse kan skönjas bland de ätter som adlats.

## Historik

### Medeltiden
Under 1000-talet besöktes Sverige av missionärer från det som i dag sedan 1871 är Tyskland. Under Medeltiden hade Hansans köpmän stort inflytande på svensk handel och även det svenska språket. Enligt en undersökning är andelen tyska lånord i svenska 24–30 procent (lite beroende på hur man räknar).

### 1600- och 1700-talet
Under stormaktstiden bildas ett antal tyska församlingar i Sverige. Däribland Karlskrona tyska församling, vilken sedan uppgick i Karlskrona amiralitetsförsamling. I dag (2020) finns ännu två aktiva tyska församlingar i Sverige. De är en del av Svenska kyrkans församlingar, Tyska Christinae församling och Tyska S:ta Gertruds församling består av tyska medborgare eller svenskar med tyskt ursprung. 

### Första och andra världskriget
I samband med de två världskrigen kom flera tyska krigsbarn till Sverige. Mellan sent 1940-tal och tidigt 1990-tal kom även många östtyska flyktingar till Sverige.

## Statistik
Den 31 december 2014 fanns 49 359 personer i Sverige som var födda i Tyskland, varav 23 195 män (47,0 %) och 26 164 kvinnor (53,0 %). Motsvarande siffra för den 31 december 2000 var 38 155, varav 16 965 män (44,5 %) och 21 190 kvinnor (55,5 %).
Den 31 december 2014 fanns 28 172 personer i Sverige med tyskt medborgarskap.

### Utbildningsnivåer
År 2019 var tyska invandrare enligt SCB tillsammans med de kinesiska de mest högutbildade som migrerar till Sverige, med en andel på 70 procent som är högutbildade, vilket är långt över snittet för Sveriges befolkning som är 30 procent.

### Svenskar med tysk bakgrund
Den 31 december 2014 fanns 62 087 personer födda i Sverige med tysk bakgrund eller ursprung (enligt Statistiska centralbyråns definition):
- Personer födda i Sverige med båda föräldrarna födda i Tyskland: 6 003
- Personer födda i Sverige med fadern född i Tyskland och modern i ett annat utländskt land: 3 838
- Personer födda i Sverige med modern född i Tyskland och fadern i ett annat utländskt land: 4 831
- Personer födda i Sverige med fadern född i Tyskland och modern i Sverige: 22 750
- Personer födda i Sverige med modern född i Tyskland och fadern i Sverige: 24 665

### Åldersfördelning
Åldersfördelningen bland personer födda i Tyskland boende i Sverige. Siffror från SCB enligt den 31 december 2014:
- 0–14 år: 2 782 (5,6 %)
- 15–64 år: 28 593 (57,9 %)
- 65 år och äldre: 17 984 (36,4 %)

### Historisk utveckling
| Östtyska medborgare i Sverige 1973-1989                                   | Östtyska medborgare i Sverige 1973-1989 | Östtyska medborgare i Sverige 1973-1989 | Östtyska medborgare i Sverige 1973-1989 | Östtyska medborgare i Sverige 1973-1989 |
| ------------------------------------------------------------------------- | --------------------------------------- | --------------------------------------- | --------------------------------------- | --------------------------------------- |
|                                                                           |                                         |                                         |                                         |                                         |
| År                                                                        |                                         |                                         | Antal                                   |                                         |
| 1973                                                                      | 1973                                    |                                         | 59                                      | 59                                      |
| 1975                                                                      | 1975                                    |                                         | 94                                      | 94                                      |
| 1980                                                                      | 1980                                    |                                         | 364                                     | 364                                     |
| 1985                                                                      | 1985                                    |                                         | 603                                     | 603                                     |
| 1989                                                                      | 1989                                    |                                         | 718                                     | 718                                     |
| Befolkning den 31 december respektive år. Källa: Statistiska centralbyrån |                                         |                                         |                                         |                                         |

| Västtyska medborgare i Sverige 1973-1990                                  | Västtyska medborgare i Sverige 1973-1990 | Västtyska medborgare i Sverige 1973-1990 | Västtyska medborgare i Sverige 1973-1990 | Västtyska medborgare i Sverige 1973-1990 |
| ------------------------------------------------------------------------- | ---------------------------------------- | ---------------------------------------- | ---------------------------------------- | ---------------------------------------- |
|                                                                           |                                          |                                          |                                          |                                          |
| År                                                                        |                                          |                                          | Antal                                    |                                          |
| 1973                                                                      | 1973                                     |                                          | 18 402                                   | 18 402                                   |
| 1975                                                                      | 1975                                     |                                          | 17 254                                   | 17 254                                   |
| 1980                                                                      | 1980                                     |                                          | 14 039                                   | 14 039                                   |
| 1985                                                                      | 1985                                     |                                          | 11 972                                   | 11 972                                   |
| 1990                                                                      | 1990                                     |                                          | 12 952                                   | 12 952                                   |
| Befolkning den 31 december respektive år. Källa: Statistiska centralbyrån |                                          |                                          |                                          |                                          |

| Tyska medborgare i Sverige 1991-2014                                      | Tyska medborgare i Sverige 1991-2014 | Tyska medborgare i Sverige 1991-2014 | Tyska medborgare i Sverige 1991-2014 | Tyska medborgare i Sverige 1991-2014 |
| ------------------------------------------------------------------------- | ------------------------------------ | ------------------------------------ | ------------------------------------ | ------------------------------------ |
|                                                                           |                                      |                                      |                                      |                                      |
| År                                                                        |                                      |                                      | Antal                                |                                      |
| 1991                                                                      | 1991                                 |                                      | 12 951                               | 12 951                               |
| 1995                                                                      | 1995                                 |                                      | 13 375                               | 13 375                               |
| 2000                                                                      | 2000                                 |                                      | 16 357                               | 16 357                               |
| 2005                                                                      | 2005                                 |                                      | 20 969                               | 20 969                               |
| 2010                                                                      | 2010                                 |                                      | 27 584                               | 27 584                               |
| 2014                                                                      | 2014                                 |                                      | 28 172                               | 28 172                               |
| Befolkning den 31 december respektive år. Källa: Statistiska centralbyrån |                                      |                                      |                                      |                                      |

### Födda i Tyskland
| Personer i Sverige födda i Tyskland 2000–2024   | Personer i Sverige födda i Tyskland 2000–2024 | Personer i Sverige födda i Tyskland 2000–2024 | Personer i Sverige födda i Tyskland 2000–2024 | Personer i Sverige födda i Tyskland 2000–2024 |
| ----------------------------------------------- | --------------------------------------------- | --------------------------------------------- | --------------------------------------------- | --------------------------------------------- |
|                                                 |                                               |                                               |                                               |                                               |
| År                                              |                                               |                                               | Folkmängd                                     |                                               |
| 2000                                            | 2000                                          |                                               | 38 155                                        |                                               |
| 2001                                            | 2001                                          |                                               | 38 857                                        |                                               |
| 2002                                            | 2002                                          |                                               | 39 447                                        |                                               |
| 2003                                            | 2003                                          |                                               | 40 217                                        |                                               |
| 2004                                            | 2004                                          |                                               | 40 826                                        |                                               |
| 2005                                            | 2005                                          |                                               | 41 584                                        |                                               |
| 2006                                            | 2006                                          |                                               | 43 044                                        |                                               |
| 2007                                            | 2007                                          |                                               | 45 034                                        |                                               |
| 2008                                            | 2008                                          |                                               | 46 854                                        |                                               |
| 2009                                            | 2009                                          |                                               | 47 803                                        |                                               |
| 2010                                            | 2010                                          |                                               | 48 158                                        |                                               |
| 2011                                            | 2011                                          |                                               | 48 442                                        |                                               |
| 2012                                            | 2012                                          |                                               | 48 731                                        |                                               |
| 2013                                            | 2013                                          |                                               | 48 987                                        |                                               |
| 2014                                            | 2014                                          |                                               | 49 359                                        |                                               |
| 2015                                            | 2015                                          |                                               | 49 586                                        |                                               |
| 2016                                            | 2016                                          |                                               | 50 189                                        |                                               |
| 2017                                            | 2017                                          |                                               | 50 863                                        |                                               |
| 2018                                            | 2018                                          |                                               | 51 140                                        |                                               |
| 2019                                            | 2019                                          |                                               | 51 436                                        |                                               |
| 2020                                            | 2020                                          |                                               | 51 434                                        |                                               |
| 2021                                            | 2021                                          |                                               | 52 960                                        |                                               |
| 2022                                            | 2022                                          |                                               | 55 642                                        |                                               |
| 2023                                            | 2023                                          |                                               | 56 969                                        |                                               |
| 2024                                            | 2024                                          |                                               | 57 871                                        |                                               |
| Anm.: Befolkning den 31 december respektive år. |                                               |                                               |                                               |                                               |